# Тавлеи
Тавлеи или тавлея (др.-рус. «тавлия, тавлѣя» ‘доска для игры в нарды, шашки или шахматы’, др.-греч. τάβλαις; от др.-греч. τάβλα, τάβλη; лат. tabula «игральная доска») — изначально (в XIII—XV в.) название любой доски для настольных игр, с XVI по крайней мере до XVIII в. — русский вариант игры в нарды.
Игру др.-греч. «τάβλαις» упоминает Евсевий Кесарийский в своём сочинении «Церковная история», где цитирует книгу против монтанистов Аполлония (конец II — начало III веков): «пророк в тавлеи и кости играет?» (др.-греч. «προφήτης τάβλαις καὶ κύβοις παίζει?») Другое название этой игры — «πεττείαις» («петтейя»). В словаре Фотия (IX век): ср.-греч. «πεττείαις — παιδιαῖς τάβλαις» («петтейя — игра тавлея»). Под названием «тавлея» древнегреческая игра «петтейя» появляется на Руси.
Характер игры остаётся неясным, возможно, аналог варяжского хнефатафла. Наиболее раннее упоминание о тавлее в древнерусской литературе — это сборник XI века «Пчела»: «тавлеи и шахы въ многихъ насъ ωбртаѣми сѹть, а книги ни въ кого же». В греческом оригинале словам данного текста «тавлеи и шахы» соответствует «πεττούς μέν καί κυβούς» — «петтейи и кости».
Соборный запрет Русской православной церкви на тавлеи был принят в 1551 году Стоглавым собором:
Святаго вселенского шестого собора правило 50 и 51 запрещает всякое играние. Пятьдесятное убо правило собора сего возбраняет играти всем и причетником, и мирским человеком зернью и шахматы, и тавлеями, и влириями, рекше костьми, и прочими таковыми играми. 51 правило всякое играние возбраняет и отметает и причетникам, и простым людем.Глава 92 Стоглавого собора «О игрищах еллинского беснования»
Бергман в сочинении «Кочевнические скитания среди калмыков в 1802—1803 годах» пишет о том, что среди калмыков распространена персидская игра, которые они называют «нарр», а русские эту игру называют «тавлея». Согласно описанию Бергмана, в эту игру играют на низеньком столе, у каждого игрока есть по шести мест (квадратов), по которым мечут чёрные и белые камешки.
Попытки реконструкции игры тавлеи проводились, кроме того, по фольклорным памятникам, прежде всего по былинам Русского Севера, по археологическим находкам и лингвистическими методами.
Сказители Рябинины в былине «Добрыня и Василий Казимиров» упоминают «тавлеи», под именем «велеи» вместе с прилагательным «немецкий»: Да играли мы с тобою в шашки в шахматы//Да во славны во велеи во немецкие, возможно, это указывает на направление заимствования (впрочем, необходимо учитывать, что в древности «немцами» русские могли называть любых европейцев, говорящих на неславянских языках). Вместе с использованием игральной кости, называвшейся тавлеи (см. значения в словарях), позволяет связать с европейским названием нардовой игры: итал. tavola reale, исп. tables reales, греч. τάβλι, англ. tables, болг. табла, тур. Tavla и т. д. Общий источник — лат. tabula — «доска», «название настольной игры».
Как указывает цитирующий фольклористов историк И. М. Линдер, позднейшие сказители и певцы XIX века реальных представлений об играх не имели, путали их друг с другом и изображали совершенно условно, что поставило «в трудное положение историков шахматной игры».

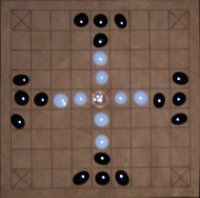
Доска для игры в тафл.

Также, возможно, следует понимать былинные упоминания велей вместе с шахматами как указание на то, что тавлеи пришли от викингов, игравших в игру хнефатафл — нечто среднее между нардами, го, шашками и шахматами, ср. исл. tefla — «играть (в шашки, шахматы)». Тафл упоминается в сагах как священная игра богов. В пользу ассоциации тавлеев с данной разновидностью игры, называемой также «королевской игрой», высказывался историк В. Меркулов.